# 蟹江警察署
蟹江警察署（かにえけいさつしょ）は、愛知県警察が管轄する警察署の一つである。

## 所在地
- 愛知県海部郡蟹江町富吉3丁目225番地

## 管轄区域
- 弥富市
- 海部郡
  - 蟹江町
  - 飛島村

## 沿革
- 1948年（昭和23年） - 旧警察法制定により、愛知県警察部弥富警察署を廃止。自治体警察として蟹江町警察、富田町警察、南陽村警察が発足する。周辺町村は国家地方警察の海部地区警察署の管轄になる。
- 1951年（昭和26年） - 蟹江町警察、富田町警察、南陽町警察を廃止。国家地方警察海部地区警察署を分割して、蟹江町が本署の海部東地区警察署が発足する。
- 1954年（昭和29年） - 愛知県警察発足により、海部東地区警察署の一部を管轄区域として、愛知県蟹江警察署が発足する。
- 2009年（平成21年） 蟹江町内にて蟹江一家3人殺傷事件発生。2012年（平成24年）に被疑者の男を逮捕。
- 2017年（平成29年）2月27日 - 本庁舎建て替えのため、愛知県農業総合試験場跡地（愛知県弥富市）へ仮移転[1]。
- 2019年（令和元年）12月16日 - 新庁舎へ移転[2]。

## 組織

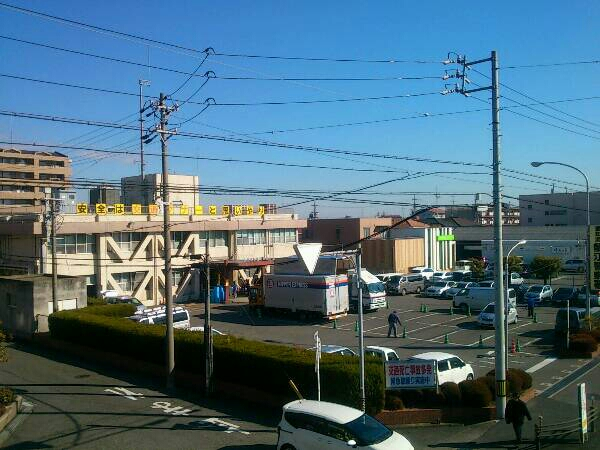
旧庁舎

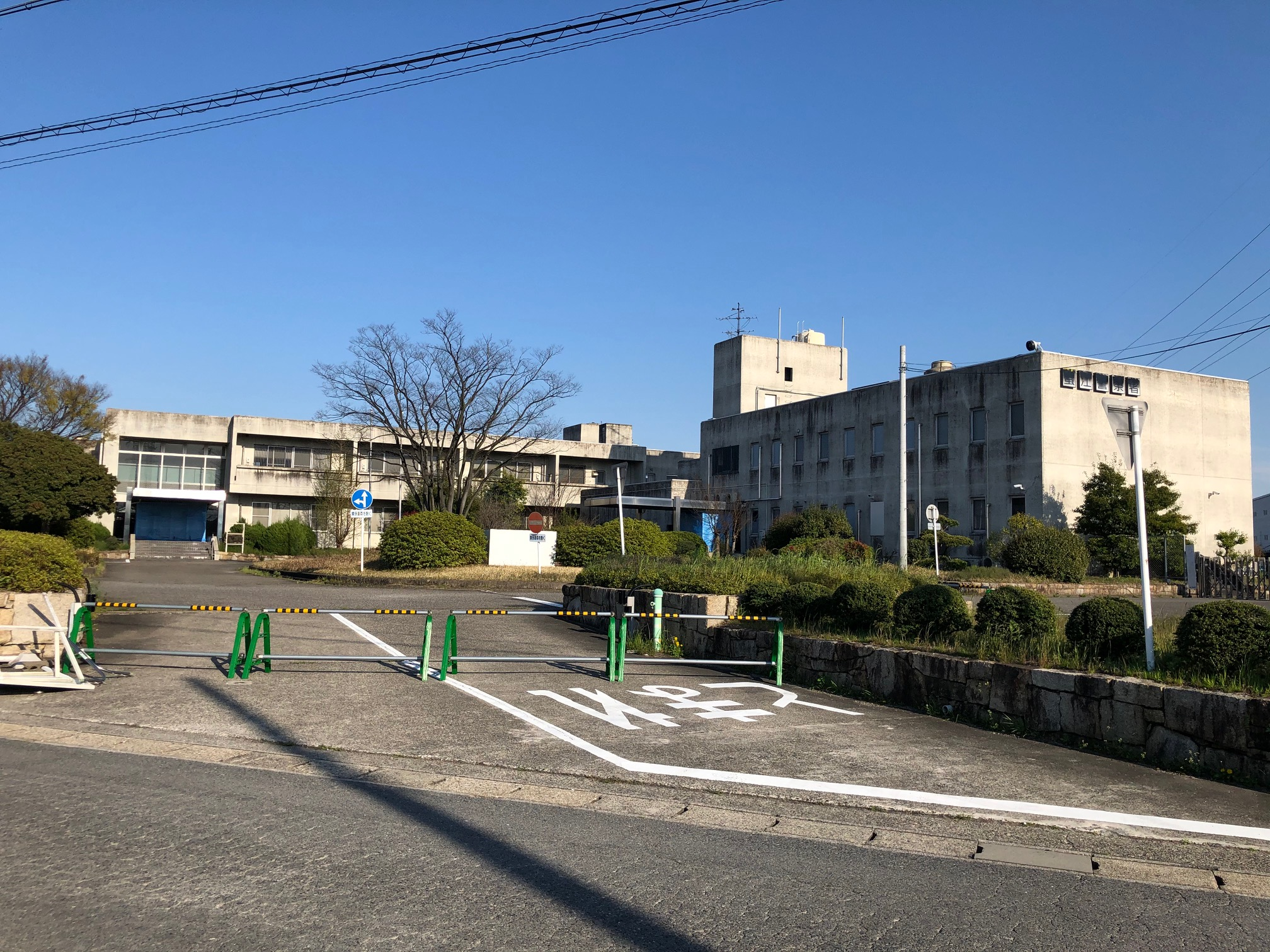
建替に伴い使用していた仮庁舎

- 警務課
  - 警務係
  - 住民サービス係
  - 留置管理係
- 会計課
  - 会計係
- 生活安全課
  - 生活安全係
  - 少年係
  - 保安係
- 地域課
  - 地域総務係
  - 地域(第一係～第三係)
- 刑事課
  - 刑事総務係
  - 強行係
  - 盗犯係
  - 知能暴力薬物係
- 交通課
  - 交通総務係
  - 指導取締係
  - 事故捜査係
- 警備課
  - 警備係
  - 災害対策係

## 幹部交番
（ ）の中は所在地
- 弥富幹部交番（弥富市鯏浦町南前新田31番地の1）

## 交番
（ ）の中は所在地

### 弥富市
- 弥富北交番（弥富市荷之上町六十人461番地2）

### 蟹江町
- 蟹江交番（海部郡蟹江町城1丁目449番地）。蟹江町消防署近く。かつては(時期不明)近鉄蟹江駅前に所在していた。

### 飛島村
- 海部南部交番（海部郡飛島村松之郷1丁目41番地の1）

## 警察官駐在所
（ ）の中は所在地

### 弥富市
- 子宝駐在所（弥富市子宝3丁目44番地2）

### 蟹江町
- 須成駐在所（海部郡蟹江町須成6丁目105番地の1）